# Яковлев, Василий Фёдорович
Васи́лий Фёдорович Я́ковлев (10 (23) февраля 1901 — 28 июля 1971) — гвардии полковник, Герой Советского Союза (1945), командир 340-го гвардейского стрелкового Краснознамённого полка 121-й гвардейской стрелковой Гомельской Краснознамённой ордена Суворова дивизии.

## Биография
Родился 10 (23) февраля 1901 года в селе Большие Жидовичи Новгородской губернии в семье рабочего. По национальности русский. В 1913 году окончил 4 класса городского училища в г. Санкт-Петербурге. После учёбы работал в Петрограде учеником ювелира, подкатчиком угля на водопроводной станции, сторожем городского питомника, на железной дороге.
Поступил на службу в Красную Армию в 1919 году. В 1919—1920 годах участвовал в боях под Петроградом в Гражданской войне.
Окончил Петроградские советские военно-технические курсы в 1921 году. В 1926 году стал членом КПСС. Участвовал в боях с китайскими милитаристами на КВЖД в 1929 году. Кроме того, был участником советско-финской войны. В 1941 году перед самой войной окончил Высшую школу войск НКВД.
Принимал участи в Великой Отечественной войне с июля 1942 года. Ранен в голову и правое плечо в октябре 1942 года. Заместитель командира 272-го стрелкового полка 10-й стрелковой дивизии ВВ НКВД, с августа 1943 — заместитель командира 288-го стрелкового полка 181-й стрелковой дивизии. С 1944 года подполковник Яковлев В. Ф. — командир 340-го гвардейского стрелкового полка 121-й стрелковой дивизии. Принимал участие в сражениях на Сталинградском, Центральном и 1-м Украинском фронтах. Участвовал в Сталинградской и Курской битвах. Был участником операций по освобождению Белоруссии, Украины, Польши, Чехословакии. Завершил войну на территории Германии. Четыре раза получал ранения, в том числе дважды был ранен тяжело.
С 1946 полковник Яковлев — в отставке. Жил в Саратове. Работал инспектором по кадрам в «Сарэнерго».
Умер 28 июля 1971 года в Саратове.

### Подвиг
340-й стрелковый полк (121-я гвардейская стрелковая дивизия, 13-я армия, 1-й Украинский фронт) под командованием гвардии подполковника Яковлева в ночь на 26 января 1945 форсировал реку Одер в районе города Кёбен (Köben) (ныне Хобеня (пол. Chobienia), Польша), захватил и расширил плацдарм, способствовал своевременному наведению переправ через водный рубеж. Был тяжело ранен.
Указом Президиума Верховного Совета СССР от 10 апреля 1945 года за умелое руководство полком при форсировании реки Одер, захват и удержание плацдарма на западном берегу реки и проявленные при этом доблесть и мужество гвардии подполковнику Яковлеву Василию Федоровичу присвоено звание Героя Советского Союза с вручением ордена Ленина и медали «Золотая Звезда» (№ 4826).

## Награды
- Медаль «Золотая Звезда» Героя Советского Союза (10.04.1945; № 4826);
- два ордена Ленина (10.04.1945);
- четыре ордена Красного Знамени (01.10.1943, 28.07.1944, 03.11.1944, 28.01.1945);
- Орден Отечественной войны I степени (28.09.1943);
- орден Красной Звезды (25.10.1942);
- медали, в том числе:
  - медаль «За оборону Сталинграда»;
  - медаль «За освобождение Праги»;
  - юбилейная медаль «XX лет Рабоче-Крестьянской Красной Армии».

## Память
- Мемориальная доска Сафронову и Яковлеву в Саратове
- Яковлев В.Ф. мемориальная доска в Саратове

- Похоронен на Воскресенском кладбище Саратова. На могиле установлен памятник.
- Мемориальные доски установлены на доме в городе Саратове, где жил Герой, и на здании по ул. Чернышевского 148, где он работал.